# مهار فرسایش

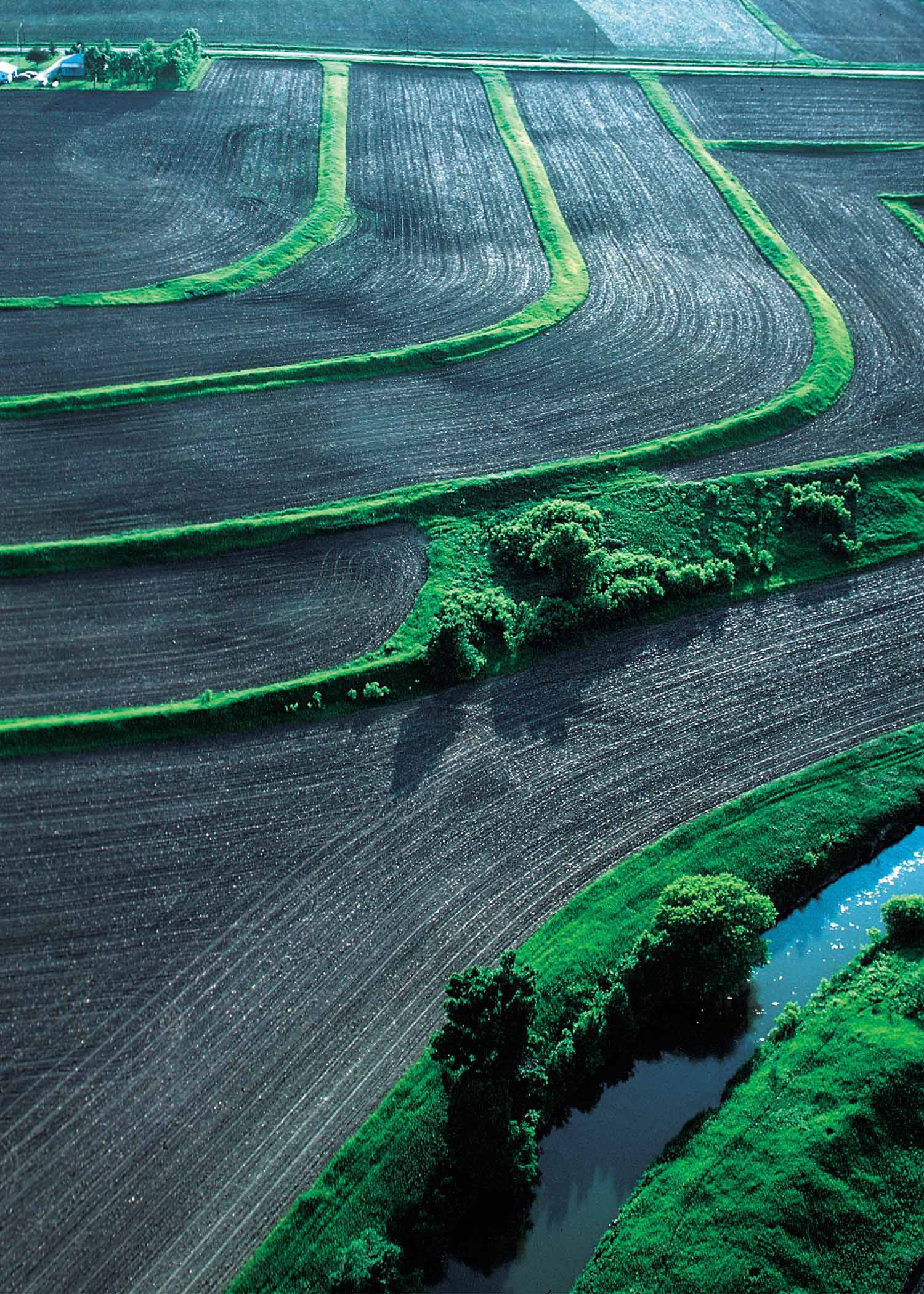
تراس‌ها، خاک‌ورزی حفاظتی و سپرهای حفاظتی باعث صرفه‌جویی در خاک و بهبود کیفیت آب در این مزرعه آیووا می‌شوند.

مهار فرسایش (به انگلیسی: Erosion control) عملی است برای جلوگیری یا کنترل فرسایش بادی یا آبی در کشاورزی، توسعه سرزمین، مناطق ساحلی، کرانه رودخانه‌ها و ساخت‌وساز. کنترل‌های مؤثر، فرسایش رواناب سطحی را کنترل می‌کنند و تکنیک‌های مهمی در جلوگیری از آلودگی آب، فرسایش خاک، نابودی زیستگاه حیات‌وحش و از دست دادن اموال انسانی هستند.